# Île Maurice
Pour les articles homonymes, voir Maurice.
Cet article traite de l'île Maurice au sens strict, notamment de sa géographie physique. Il inclut un résumé de sujets ayant trait à son occupation humaine, mais ces sujets sont traités plus profondément dans les articles « Maurice (pays) » et « Histoire de Maurice ».
L'île Maurice (Moris en créole mauricien ; Mauritius en anglais) est l'île principale de la république de Maurice. Elle est rattachée géographiquement à l'Afrique et est située dans l'Ouest de l'océan Indien, au cœur de l'archipel des Mascareignes, entre La Réunion à l'ouest et l'île Rodrigues à l'est.

## Géographie

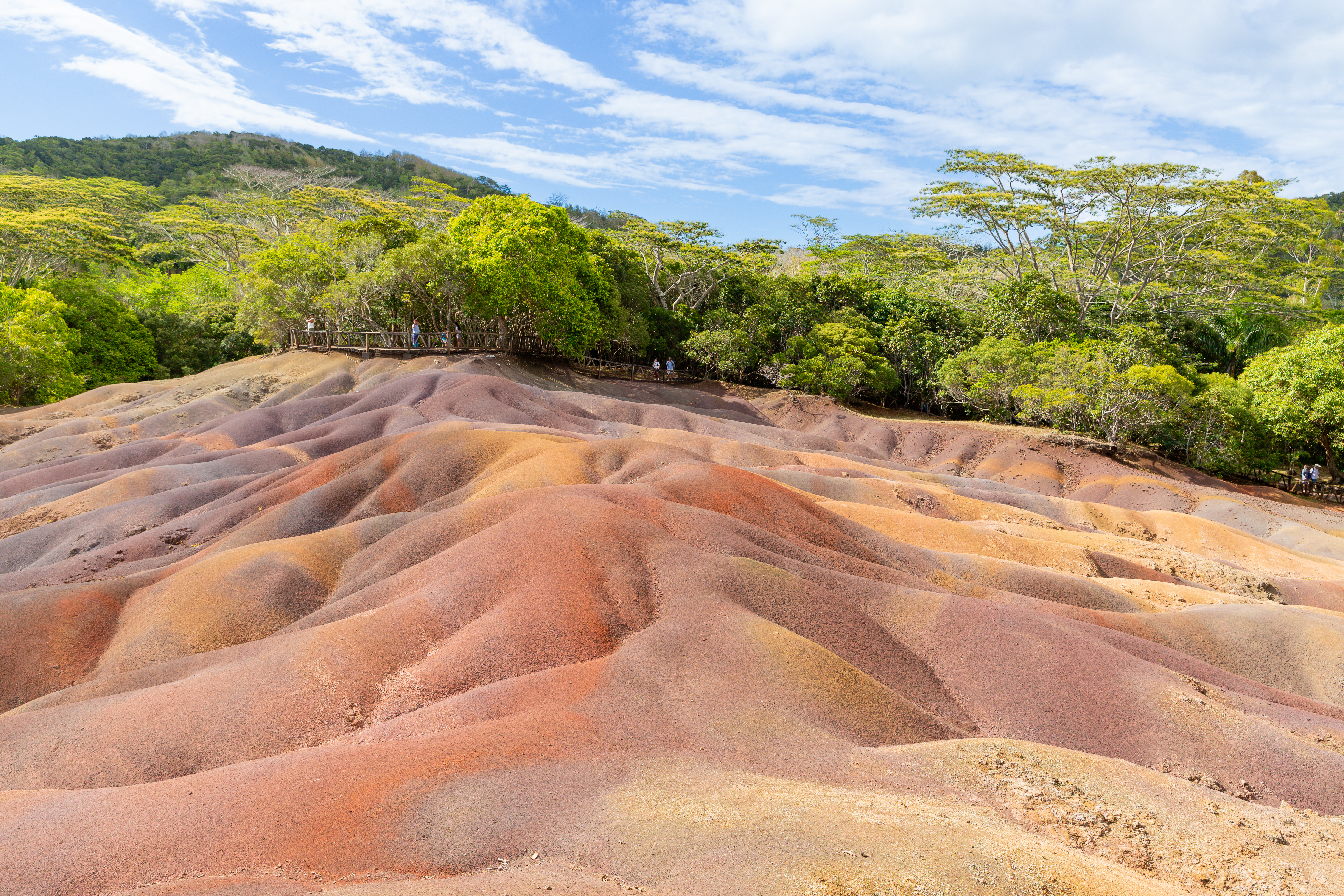
Chamarel, « Terres des Sept Couleurs ».

Comme La Réunion, Rodrigues et les écueils de Saint-Brandon, l'île Maurice fait partie de l'archipel des Mascareignes. Elle est située à 2 000 km au large de la côte sud-est de l'Afrique, à 865 km à l'est-sud-est de la côte orientale de Madagascar et à 199 km à l'est-nord-est de Saint-Denis (La Réunion). Comprise entre les latitudes 19° 58,8' et 20° 31,7' S et les longitudes 57° 18,0' et 57° 46,5' E, c'est une île de 65 km de long sur 45 km de large, pour une superficie de 1 864,8 km2,.
L'île est entourée de plus de 150 km de plages de sable blanc, bordées de cocotiers et de filaos. L'altitude s'élève depuis les plaines côtières jusqu'à un plateau central où elle atteint 670 m. Les plaines et le plateau ont permis la culture extensive de la canne à sucre et du thé. L'île inclut un anneau brisé de petites montagnes (300–800 m), avec pour point culminant le piton de la Petite Rivière Noire (828 m), dans le parc national des gorges de Rivière Noire. Des ruisseaux et des rivières parsèment l'île, dont beaucoup s'insèrent dans des failles dans ou entre les coulées de lave.
Les lagons sont protégés du large par le troisième plus grand récif corallien au monde, qui entoure l'île. Au large des côtes mauriciennes se trouvent quelque 49 îles et îlots inhabités, dont plusieurs ont été déclarés réserves naturelles pour les espèces menacées.

## Géologie
Les Mascareignes ont pour origine un point chaud qui est né sous le Deccan il y a environ 66 millions d'années (Ma), a migré vers le sud-ouest (relativement à la plaque indienne) et se trouve aujourd'hui en dessous de La Réunion. La formation de l'île Maurice résulte d'éruptions volcaniques d'abord sous-marines il y a plus de 9 Ma, qui se sont succédé pendant presque 5 Ma. L'anneau brisé et quelques hauteurs isolées sont les restes des murs d'une ancienne caldeira.
L'activité volcanique a ensuite décru au fur et à mesure que la lithosphère se déplaçait vers le nord-est mais le volcanisme ne s'est pas arrêté, des coulées de lave récentes recouvrent une partie de la surface de l'île. En 2024, de nouvelles datations potassium-argon montrent pour ces laves des âges compris entre 113 ± 7 et 14 ± 3 milliers d'années (ka), et les analyses chimiques que la composition des laves n'a guère varié depuis 1 Ma,.
L'île ne compte pas de volcans actifs mais des restes de cratères, dont le Trou-aux-Cerfs dans le centre de l'île à Curepipe, une attraction touristique. Les datations et les analyses chimiques publiées en 2024 impliquent cependant que le magmatisme est resté stable de la source à la surface, sans différenciation importante. L'île Maurice doit donc être considérée comme encore active, le volcanisme peut reprendre. Cependant, vu le volume relativement faible des laves récentes et le fait qu'il semble n'y avoir eu que trois périodes d'activité depuis 100 ka, la probabilité d'une éruption dans un avenir proche est faible,.

## Histoire
Les navigateurs portugais sont les premiers Européens à découvrir et visiter l'île, à une date comprise entre 1500 et 1513. Ils l’appellent Cirné, du nom du navire du capitaine de l'expédition Diogo Fernandes Pereira.
Les premiers colons hollandais arrivent en 1598, qui la nomment Mauritius en l’honneur du prince Maurice de Nassau, stathouder de la République néerlandaise. Elle est ensuite colonisée par des Français de 1715 à 1810, et appelée l'isle de France. Le Royaume-Uni prend le contrôle de l'île Maurice en 1810, et cette possession est avalisée par le traité de Paris en 1814. L'occupation britannique dure jusqu'à l'indépendance de l'île, le 12 mars 1968.
Entre 1814 et 1965, l'archipel des Chagos est administré par le Royaume-Uni en tant que dépendance de la colonie mauricienne. En 1965, le Royaume-Uni détache l'archipel des Chagos de l'île Maurice, et plusieurs îles des Seychelles, créant ainsi le nouveau Territoire britannique de l'océan Indien. Entre 1967 et 1973, le Royaume-Uni retire une majeure partie de la population de l’archipel des Chagos. Le 3 octobre 2024, le gouvernement britannique annonce son intention de transférer sa souveraineté sur l'archipel à Maurice, un transfert prévu pour fin 2025.

## Population
La population de l'île s'élève en juin 2024 à 1 213 974 habitants, soit la majorité de celle de la république de Maurice. Ses habitants sont appelés les Mauriciens comme tous les habitants du pays.

## Économie
Depuis son indépendance du Royaume-Uni en 1968, Maurice est passée d'une économie agricole à faible revenu à une économie diversifiée à revenu élevé, basée sur le tourisme, le textile, le sucre et les services financiers. L'histoire économique de l'île Maurice depuis son indépendance a été qualifiée de « miracle mauricien » et de « succès de l'Afrique » (Romer, 1992 ; Frankel, 2010 ; Stiglitz, 2011).
Ces dernières années, les technologies de l'information et de la communication, les produits de la mer, l'hôtellerie et le développement immobilier, les soins de santé, les énergies renouvelables, l'éducation et la formation sont devenus des secteurs importants, attirant des investissements considérables de la part d'investisseurs locaux et étrangers.
Maurice n'a pas de réserves de combustibles fossiles exploitables et dépend donc des produits pétroliers pour répondre à la plupart de ses besoins énergétiques. Les sources d'énergie locales et renouvelables sont la biomasse, l'énergie hydraulique, solaire et éolienne.
Maurice est bien classée sur le plan de la compétitivité économique, du climat d'investissement favorable, de bonne gouvernance et d'économie libre. Le produit intérieur brut (PIB) était estimé à 14 milliards de dollars américains en 2019 et le PIB (PPA) par habitant était supérieur à 10 600 dollars américains, le deuxième plus élevé d'Afrique,. En 2024, le pays est classé en 55e position (45e en 2022 et 57e position en 2023) pour l'indice mondial de l'innovation,,.
L'indice de facilité de faire des affaires 2020 de la Banque mondiale classe Maurice au 13e rang mondial sur 190 économies pour la facilité de faire des affaires. Selon le Ministère mauricien des affaires étrangères, les défis du pays sont la forte dépendance à l'égard de quelques secteurs industriels, l'importante fuite des cerveaux, la rareté de la main-d'œuvre qualifiée, le vieillissement de la population et l'inefficacité des entreprises publiques et des organismes parapublics.
Maurice a bâti son succès sur une économie de marché libre. Selon le rapport 2019 sur la liberté économique dans le monde, Maurice est classée comme ayant la 9e économie la plus libre au monde.

## Environnement

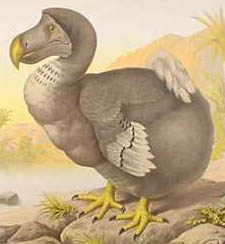
Représentation du dodo

Jusqu'à la fin du XVIIe siècle, l'île abritait le dodo, une espèce endémique qui s'est éteinte moins d'un siècle après sa découverte, principalement victime de l'homme.
Depuis le début du XXe siècle, 32 espèces de plantes ont disparu de l'île Maurice, principalement victimes de la déforestation.

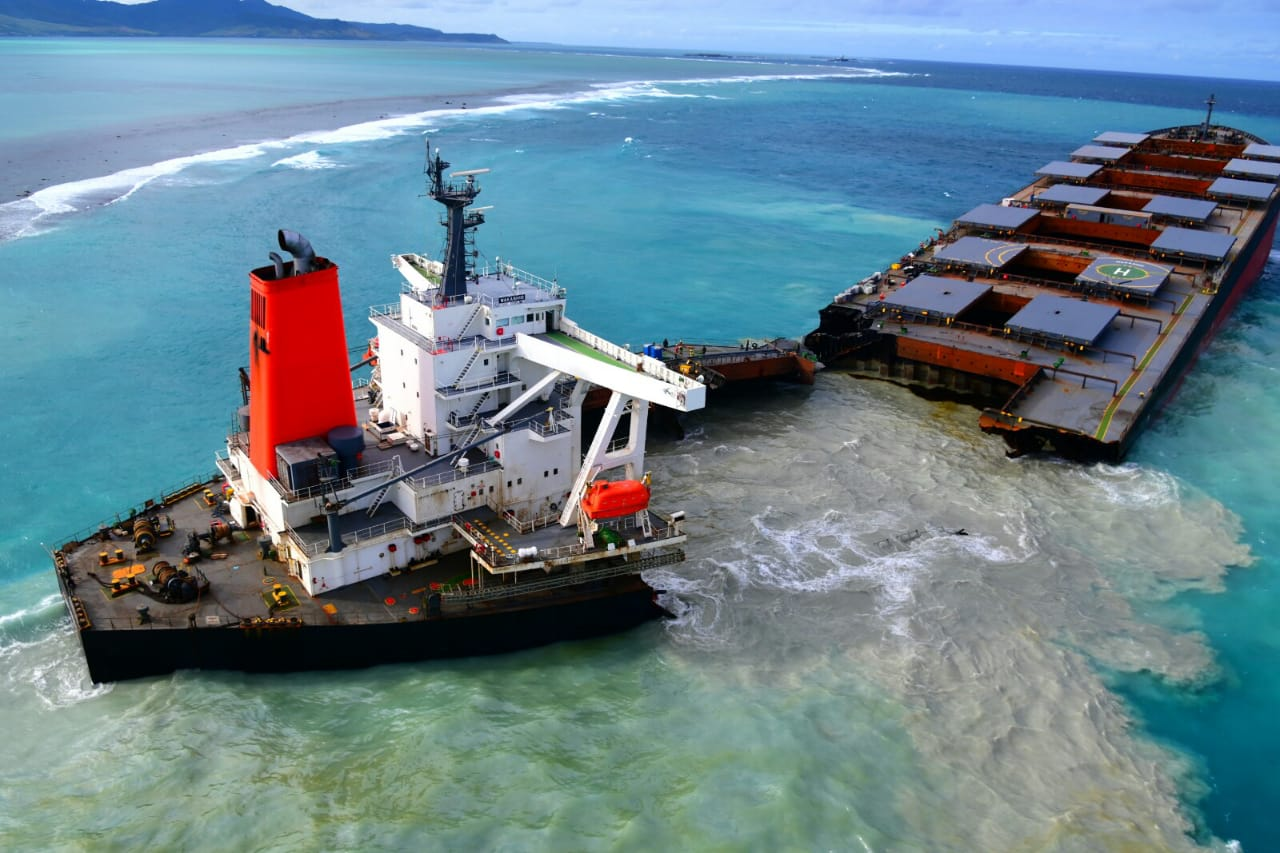
Dégâts causés par le vraquier japonais MV Wakashio

En août 2020, l'île est touchée par une marée noire causée par le vraquier japonais MV Wakashio, qui heurte le 25 juillet un récif à Pointe d'Esny et s'échoue ensuite sur la barrière de corail face au village. L'île est en état d'urgence, le bateau pouvant se briser à tout moment et laisser s'échapper ses 4 000 tonnes de pétrole. Le 16 août 2020, ce dernier se scinde en deux, laissant s'échapper 1 000 tonnes de carburant dans les eaux mauriciennes. Néanmoins, les traces de la catastrophe ont pratiquement disparu au bout d'une année, grâce à la mobilisation des habitants dans la lutte contre cette pollution.

## Personnalités liées à l'île
- Mahé de La Bourdonnais (1699-1753), officier de marine, amiral de France, et administrateur colonial français
- Pierre Poivre (1719-1786), horticulteur, botaniste, agronome, missionnaire et administrateur colonial français
- Jacques-Henri Bernardin de Saint-Pierre (1737-1814), écrivain et botaniste français
- Jacques-Désiré Laval (1803-1864), prêtre et missionnaire spiritain français
- Charles Baudelaire, (1821-1867), poète[29]
- Seewoosagur Ramgoolam (1900-1985), homme d'État, Premier ministre puis gouverneur général de Maurice.
- Malcolm de Chazal (1902-1981), poète, écrivain et peintre mauricien
- Ananda Devi (1957-), femme de lettres mauricienne
- Kaya (1960-1999), chanteur mauricien, créateur du seggae
- Jacky Durand (1967-), coureur cycliste professionnel français
- Asha Sumputh (1976-), productrice, journaliste, présentatrice de télévision et entrepreneure française
- Kimberley Le Court de Billot (1996-), coureuse cycliste.